# Larisa (Jònia)
Larisa (grec antic: Λάρισα) era una ciutat de la Jònia, al territori d'Efes, a la riba nord del riu Caïstre, que travessava el seu territori fent-lo fèrtil. La ciutat produïa un excel·lent tipus de vi.
Segons Estrabó, estava situada a 180 estadis d'Efes i a 30 de Tral·les, i en el seu temps ja només era un petit poblet, tot i que abans havia estat una polis important. Tenia un temple dedicat a Apol·lo. No s'ha localitzat el lloc on era.